# آنیل امبانی
آنیل امبانی (به گجراتی: અનીલધીરજલાલ અંબાણી) (زاده ۴ ژوئن ۱۹۵۹) کارآفرین، بازرگان، سرمایه‌گذار و مدیر ارشد اجرایی هندی است، که بنیانگذار شرکت ارتباطات ریلاینس می‌باشد و در حال حاضر به‌عنوان رییس هیئت مدیره این شرکت فعالیت می‌کند.
وی فرزند دیروبهائی امبانی (بنیانگذار ریلاینس) و برادر کوچکتر موکش امبانی (ثروتمندترین فرد هند) است. امبانی در سپتامبر ۲۰۱۴ با دارایی خالص ۶٫۳ میلیارد دلار، در رتبه ۱۱ از فهرست ثروتمندترین افراد هند قرار گرفت. بالاترین رتبه وی مربوط به سال ۲۰۰۸ می‌باشد، که با دارایی خالص ۴۲ میلیارد دلار، از سوی مجله فوربز، به‌عنوان ششمین فرد ثروتمند جهان شناخته شد.